# Plastusiowy pamiętnik (bajka muzyczna)
Plastusiowy pamiętnik – polska bajka muzyczna z roku 1981 wydana przez Polskie Nagrania „Muza” (na kasecie i na płycie).

## Ekipa
- Tekst: Elżbieta Bussold, według Marii Kownackiej
- Muzyka Ryszard Sielicki
- Reżyseria: Sławomir Pietrzykowski
- Zespół instrumentalny pod kierownictwem Ryszarda Sielickiego
- Dziecięcy zespół wokalny pod kierownictwem Romualda Miazgi

## Obsada
- Irena Kwiatkowska[1] - Plastuś
- Monika Bezak - Tosia
- Iwa Młodnicka - nauczycielka
- Ilona Kuśmierska - Kasia
- Danuta Przesmycka - Zosia
- Danuta Rastawicka - gumka
- Joanna Sobieska - pędzelek
- Włodzimierz Press - ołówek
- Wiktor Zborowski - długopis
- Jerzy Tkaczyk - scyzoryk
- Maciej Damięcki - Łobuziak